# 维鲁万瓦勒
维鲁万瓦勒（法語：Viroinval，法語發音：[viʁwɛ̃val]，意为“维鲁万河谷”）是比利时瓦隆大区那慕爾省菲利普维尔区的一个市镇，东南两面与法国接壤，通行法语，是比利时法语社群的一部分，面积120.90平方千米，人口5,731人（2018年1月1日）。